# غروفير
غروفير (بالإنجليزية: Gruver, Texas)‏ هي مدينة تقع بولاية تكساس في شمال شرق الولايات المتحدة. تبلغ مساحة هذه المدينة 2.8 (كم²)، وترتفع عن سطح البحر 968 م، بلغ عدد سكانها 1194 نسمة في عام 2010 حسب إحصاء مكتب تعداد الولايات المتحدة وتصل الكثافة السكانية فيها 426.4 نسمة/كم2.

## التركيبة السكانية
حدّد مكتب تعداد الولايات المتحدة بيانات التركيبة السكانية لغروفير في تعداد الولايات المتحدة. في ما يلي، التركيبة السكانية حسب تعدادي 2000 و2010.

### تعداد عام 2000
بلغ عدد سكان غروفير 1,162 نسمة بحسب تعداد عام 2000، وبلغ عدد الأسر 439 أسرة وعدد العائلات 328 عائلة مقيمة في المدينة. في حين سجلت الكثافة السكانية 407.7 نسمة لكل كيلومتر مربع (1,055.9/ميل2). وبلغ عدد الوحدات السكنية 509 وحدة بمتوسط كثافة قدره 178.6 لكل كيلومتر مربع (462.6/ميل2).
وتوزع التركيب العرقي للمدينة بنسبة 80.12% من البيض و0.69% من الأمريكيين الأصليين و17.21% من الأعراق الأخرى و1.98% من عرقين مختلطين أو أكثر و28.31% من الهسبانيون أو اللاتينيون من أي عرق.
بلغ عدد الأسر 439 أسرة كانت نسبة 41.7% منها لديها أطفال تحت سن الثامنة عشر تعيش معهم، وبلغت نسبة الأزواج القاطنين مع بعضهم البعض 64.9% من أصل المجموع الكلي للأسر، ونسبة 5.7% من الأسر كان لديها معيلات من الإناث دون وجود شريك،  بينما كانت نسبة 4.1% من الأسر لديها معيلون من الذكور دون وجود شريكة وكانت نسبة 25.3% من غير العائلات. تألفت نسبة 23.9% من أصل جميع الأسر من عدة أفراد يعيشون في نفس المنزل ونسبة 12.8% كانت تتألف من شخص يعيش بمفرده يبلغ من العمر 65 عاماً أو أكثر. وبلغ متوسط حجم الأسرة المعيشية 2.65، أما متوسط حجم العائلات فبلغ 3.15.
بلغ العمر الوسطي للسكان 35.3 عاماً. وكانت نسبة 31.3% من القاطنين تحت سن الثامنة عشر، وكانت نسبة 6.5% بين الثامنة عشر والرابعة والعشرين عاماً، ونسبة 27% كانت واقعةً في الفئة العمرية ما بين الخامسة والعشرين والرابعة والأربعين عاماً، ونسبة 20.2% كانت ما بين الخامسة والأربعين والرابعة والستين، ونسبة 15% كانت ضمن فئة الخامسة والستين عاماً فما فوق. يوجد لكل 100 أنثى 100.3 ذكر، ويوجد لكل 100 أنثى في الثامنة عشر من عمرها فما فوق 99.0 ذكر.
بلغ متوسط دخل الأسرة في المدينة 32,031 دولارًا، أما متوسط دخل العائلة فبلغ 37,333 دولارًا. وكان متوسط دخل الذكور 26,375 دولارًا مقابل 17,143 دولارًا للإناث. وسجل دخل الفرد الخاص بالمدينة 18,408 دولارًا. وكانت نسبة 12.2% من العائلات ونسبة 16.2% من السكان تحت خط الفقر، وكان من هؤلاء نسبة 22.3% تحت سن الثامنة عشر ونسبة 16.2% في الخامسة والستين من العمر وما فوق.

### تعداد عام 2010
بلغ عدد سكان غروفير 1,194 نسمة بحسب تعداد عام 2010، وبلغ عدد الأسر 434 أسرة وعدد العائلات 326 عائلة مقيمة في المدينة. في حين سجلت الكثافة السكانية 418.9 نسمة لكل كيلومتر مربع (1,084.9/ميل2). وبلغ عدد الوحدات السكنية 496 وحدة بمتوسط كثافة قدره 174 لكل كيلومتر مربع (450.7/ميل2).
وتوزع التركيب العرقي للمدينة بنسبة 82.66% من البيض و0.84% من الأمريكيين الأفارقة و0.34% من الأمريكيين الأصليين و14.99% من الأعراق الأخرى و1.17% من عرقين مختلطين أو أكثر و36.52% من الهسبانيون أو اللاتينيون من أي عرق.
بلغ عدد الأسر 434 أسرة كانت نسبة 40.8% منها لديها أطفال تحت سن الثامنة عشر تعيش معهم، وبلغت نسبة الأزواج القاطنين مع بعضهم البعض 63.4% من أصل المجموع الكلي للأسر، ونسبة 7.8% من الأسر كان لديها معيلات من الإناث دون وجود شريك،  بينما كانت نسبة 3.9% من الأسر لديها معيلون من الذكور دون وجود شريكة وكانت نسبة 24.9% من غير العائلات. تألفت نسبة 22.8% من أصل جميع الأسر من عدة أفراد يعيشون في نفس المنزل ونسبة 13.4% كانت تتألف من شخص يعيش بمفرده يبلغ من العمر 65 عاماً أو أكثر. وبلغ متوسط حجم الأسرة المعيشية 2.75، أما متوسط حجم العائلات فبلغ 3.23.
بلغ العمر الوسطي للسكان 36.5 عاماً. وكانت نسبة 30.7% من القاطنين تحت سن الثامنة عشر، وكانت نسبة 7.3% بين الثامنة عشر والرابعة والعشرين عاماً، ونسبة 23.9% كانت واقعةً في الفئة العمرية ما بين الخامسة والعشرين والرابعة والأربعين عاماً، ونسبة 24.6% كانت ما بين الخامسة والأربعين والرابعة والستين، ونسبة 13.5% كانت ضمن فئة الخامسة والستين عاماً فما فوق. وتوزع التركيب الجنسي للسكان بنسبة 50% ذكور و50% إناث.

## وصلات خارجية
- The US50 - Cities and Towns in Texas State